# Gitarreros
Die Gitarreros war eine Musikgruppe, die aus Gitarristen und einigen anderen Mitgliedern bekannter Bands der DDR zusammengestellt wurde.

## Bandgeschichte
Das Projekt Gitarreros wurde von den Organisatoren des Festivals Rock für den Frieden, Michael Höft und Detlev Haak (Thomas-Natschinski-Band), gegründet. Bandmitglieder waren:
- Jürgen Ehle (Pankow) – Gitarre
- Uwe Hassbecker (Stern Meißen, später Silly) – Gitarre
- Bernd Römer (Karat) – Gitarre
- Gisbert Piatkowski (NO 55) – Gitarre
- Hans-Jürgen Reznicek (Pankow, Silly) – Bass
- Stefan Dohanetz (Pankow) – Schlagzeug
- Ullrich Swillms (Karat) – Keyboard
- Toni Krahl (City) – Gesang
- Tamara Danz (Silly) – Gesang
- Herbert Dreilich (Karat) – Gesang
- Mike Kilian (Rockhaus) – Gesang
- Reinhard Petereit (Rockhaus) – Gitarre

Das erste Konzert dieser Formation fand auf dem Festival Rock für den Frieden im Ost-Berliner Palast der Republik 1986 statt. Im Anschluss folgte eine erfolgreiche Tournee, welche im folgenden Jahr fortgesetzt wurde. Die Gitarreros gaben bis 1989 in leicht wechselnder Besetzung Konzerte.
Das Konzertprogramm bestand aus Titeln der Bands, aus denen die Gitarreros stammen, wie Freitag von Pankow, Die wilde Mathilde von Silly, Blumen aus Eis von Karat, Meister aller Klassen von City, Taufrisch von Stern Meißen, Kurzschluß von NO 55 und Endlos von Rockhaus sowie aus internationalen Rock-Klassikern wie Honky Tonk Woman von den Rolling Stones, Rock ’n’ Roll Hoo Chee Coo  von Johnny Winter, Johnny B. Goode von Chuck Berry und Red House Blues (Jimi Hendrix).

## Diskografie

### LP
- 1986: It’s Only Rock’n’Roll – Die Gitarreros live im Konzert (Amiga)